# Platyrrhinus vittatus
Platyrrhinus vittatus (Peters, 1860) è un pipistrello della famiglia dei Fillostomidi diffuso in America centrale e meridionale.

## Descrizione

### Dimensioni
Pipistrello di medie dimensioni, con la lunghezza della testa e del corpo tra 87 e 103 mm, la lunghezza dell'avambraccio tra 58 e 62 mm, la lunghezza del piede tra 15 e 20 mm, la lunghezza delle orecchie tra 20 e 27 mm e un peso fino a 60 g.

### Aspetto
La pelliccia è lunga e con i singoli peli dorsali tricolori. Le parti dorsali sono bruno-nerastre scure, con una larga striscia dorsale bianca che si estende dalla zona tra le spalle fino alla groppa, mentre le parti ventrali sono bruno-grigiastre scure. Il muso è corto e largo. La foglia nasale è ben sviluppata e lanceolata. Due strisce giallo-brunastre sono presenti su ogni lato del viso, la prima, più grande, si estende dall'angolo esterno della foglia nasale fino a dietro l'orecchio, mentre la seconda parte dell'angolo posteriore della bocca e termina alla base del padiglione auricolare. Una lunga vibrissa è presente su ogni guancia. Le orecchie sono larghe, triangolari, ampiamente separate e con diverse pieghe poco marcate sulla superficie interna. Il trago è piccolo ed appuntito. Le ali sono attaccate posteriormente alla base dell'alluce. I piedi sono ricoperti di peli densi e lunghi. È privo di coda. L'uropatagio è ridotto ad una sottile membrana lungo la parte interna degli arti inferiori, con il margine libero leggermente frangiato e a forma di V rovesciata. Il calcar è corto. Il cariotipo è 2n=30 FNa=56.

## Biologia

### Comportamento
Si rifugia in grotte e tunnel o sotto radici affioranti e crepacci lungo le rive dei fiumi.

### Alimentazione
Si nutre di frutti di specie native di Ficus, Acnistus e Cecropia.

### Riproduzione
Femmine che allattavano sono state catturate in Colombia nel mese di aprile.

## Distribuzione e habitat
Questa specie è diffusa in Costa Rica, Panama, Colombia settentrionale ed occidentale, Venezuela settentrionale.
Vive nelle foreste sempreverdi, frutteti e vegetazione secondaria tra 600 e 2.000 metri di altitudine.

## Conservazione
La IUCN Red List, considerato il vasto areale e la popolazione presumibilmente numerosa, classifica P.vittatus come specie a rischio minimo (Least Concern)).